# Chevalia carpenteri
Chevalia carpenteri is een vlokreeftensoort uit de familie van de Chevaliidae. De wetenschappelijke naam van de soort is voor het eerst geldig gepubliceerd in 1987 door Barnard & Thomas.